# Progressione del record mondiale dei 200 m misti
Il primo record mondiale dei 200 m misti maschili in vasca lunga (50 m) è stato riconosciuto ufficialmente dalla FINA nel 1956, quello femminile nel 1957. In vasca corta (25 m) i record del mondo sono invece omologati dal 3 marzo 1991.
Nei 200 m misti si effettua un cambio di stile ogni 50 m; l'ordine in cui vengono nuotati è il seguente: delfino, dorso, rana, e stile libero.

## Uomini

### Vasca lunga
| #    | Tempo   | +  | Atleta              | Nazionalità      | Data              | Evento                   | Luogo                         | Ref   |
| ---- | ------- | -- | ------------------- | ---------------- | ----------------- | ------------------------ | ----------------------------- | ----- |
| 1    | 2'30"7  |    | George Harrison     | Stati Uniti      | 24 agosto 1956    |                          | Los Angeles, Stati Uniti      |       |
| 2    | 2'29"1  |    | Frank Brunnell      | Stati Uniti      | 19 luglio 1958    |                          | Akron, Stati Uniti            |       |
| 3    | 2'26"2  |    | Gary Heinrich       | Stati Uniti      | 27 giugno 1959    |                          | Los Angeles, Stati Uniti      |       |
| 4    | 2'24"7  |    | Lance Larson        | Stati Uniti      | 11 luglio 1959    |                          | Santa Clara, Stati Uniti      |       |
| 5    | 2'22"2  |    | John McGill         | Stati Uniti      | 23 luglio 1960    |                          | Toledo, Stati Uniti           |       |
| 6    | 2'22"1  |    | Ted Stickles        | Stati Uniti      | 23 luglio 1960    |                          | Toledo, Stati Uniti           |       |
| 7    | 2'21"3  |    | Ted Stickles        | Stati Uniti      | 2 luglio 1961     |                          | Chicago, Stati Uniti          |       |
| 8    | 2'20"5  |    | Ted Stickles        | Stati Uniti      | 22 luglio 1961    |                          | Cuyahoga Falls, Stati Uniti   |       |
| 9    | 2'19"6  |    | Ted Stickles        | Stati Uniti      | 19 agosto 1961    | Campionato maschile NCAA | Los Angeles, Stati Uniti      |       |
| 10   | 2'15"9  |    | Ted Stickles        | Stati Uniti      | 19 agosto 1961    |                          | Los Angeles, Stati Uniti      |       |
| 11   | 2'15"5  |    | Dick Roth           | Stati Uniti      | 2 agosto 1964     |                          | Los Altos, Stati Uniti        |       |
| 12   | 2'14"9  |    | Dick Roth           | Stati Uniti      | 15 agosto 1964    |                          | Maumee, Stati Uniti           |       |
| 13   | 2'13"1  |    | Greg Buckingham     | Stati Uniti      | 24 luglio 1966    |                          | Los Altos, Stati Uniti        |       |
| 14   | 2'12"4  |    | Greg Buckingham     | Stati Uniti      | 21 agosto 1966    |                          | Lincoln, Stati Uniti          |       |
| 15   | 2'11"3  |    | Greg Buckingham     | Stati Uniti      | 23 agosto 1967    |                          | Oak Park, Stati Uniti         |       |
| 16   | 2'10"6  |    | Charles Hickcox     | Stati Uniti      | 31 agosto 1968    | Trial olimpici USA       | Los Angeles, Stati Uniti      |       |
| 17   | 2'09"6  |    | Gary Hall Sr.       | Stati Uniti      | 17 agosto 1969    |                          | Louisville, Stati Uniti       |       |
| 18   | 2'09"5  |    | Gary Hall Sr.       | Stati Uniti      | 23 agosto 1970    | Campionati AAU           | Los Angeles, Stati Uniti      |       |
| 19   | 2'09"3  |    | Gunnar Larsson      | Svezia           | 12 settembre 1970 | Campionati europei       | Barcellona, Spagna            |       |
| 19 = | 2'09"30 |    | Gary Hall Sr.       | Stati Uniti      | 6 agosto 1972     |                          | Chicago, Stati Uniti          |       |
| 20   | 2'07"17 |    | Gunnar Larsson      | Svezia           | 3 settembre 1972  | Giochi olimpici          | Monaco, Germania Ovest        |       |
| 21   | 2'06"32 |    | David Wilkie        | Gran Bretagna    | 24 agosto 1974    | Campionati europei       | Vienna, Austria               |       |
| 21 = | 2'06"32 |    | Steven Furniss      | Stati Uniti      | 1º settembre 1974 |                          | Concord, Stati Uniti          |       |
| 22   | 2'06"08 |    | Bruce Furniss       | Stati Uniti      | 23 agosto 1975    |                          | Kansas City, Stati Uniti      |       |
| 23   | 2'05"31 |    | Graham Smith        | Canada           | 4 agosto 1977     |                          | Montréal, Canada              |       |
| 24   | 2'05"24 |    | Aleksandr Sidorenko | Unione Sovietica | 9 luglio 1978     |                          | Mosca, Unione Sovietica       |       |
| 25   | 2'04"39 |    | Steve Lundquist     | Stati Uniti      | 2 agosto 1978     |                          | The Woodlands, Stati Uniti    |       |
| 26   | 2'03"56 |    | Graham Smith        | Canada           | 24 agosto 1978    | Campionati mondiali      | Berlino Ovest, Germania Ovest |       |
| 27   | 2'03"29 |    | Jesse Vassallo      | Stati Uniti      | 6 luglio 1979     |                          | San Juan, Porto Rico          |       |
| 28   | 2'03"24 |    | Bill Barrett        | Stati Uniti      | 1º agosto 1980    |                          | Irvine, Stati Uniti           |       |
| 29   | 2'02"78 |    | Alex Baumann        | Canada           | 29 luglio 1981    |                          | Heidelberg, Germania Ovest    |       |
| 30   | 2'02"25 |    | Alex Baumann        | Canada           | 5 ottobre 1982    |                          | Brisbane, Australia           |       |
| 31   | 2'01"42 |    | Alex Baumann        | Canada           | 4 agosto 1984     | Giochi olimpici          | Los Angeles, Stati Uniti      |       |
| 31 = | 2'01"42 |    | Alex Baumann        | Canada           | 1º marzo 1986     |                          | Montréal, Canada              |       |
| 32   | 2'00"56 |    | Tamás Darnyi        | Ungheria         | 23 agosto 1987    | Campionati europei       | Strasburgo, Francia           |       |
| 33   | 2'00"17 |    | Tamás Darnyi        | Ungheria         | 25 settembre 1988 | Giochi olimpici          | Seul, Corea del Sud           |       |
| 34   | 2'00"11 |    | David Wharton       | Stati Uniti      | 20 agosto 1989    | Campionati panpacifici   | Tokyo, Giappone               |       |
| 35   | 1'59"36 |    | Tamás Darnyi        | Ungheria         | 13 gennaio 1991   | Campionati mondiali      | Perth, Australia              |       |
| 36   | 1'58"16 |    | Jani Sievinen       | Finlandia        | 11 settembre 1994 | Campionati mondiali      | Roma, Italia                  |       |
| 37   | 1'57"94 |    | Michael Phelps      | Stati Uniti      | 29 giugno 2003    | Santa Clara Invitational | Santa Clara, Stati Uniti      |       |
| 38   | 1'57"52 |    | Michael Phelps      | Stati Uniti      | 24 luglio 2003    | Campionati mondiali      | Barcellona, Spagna            |       |
| 39   | 1'56"04 |    | Michael Phelps      | Stati Uniti      | 25 luglio 2003    | Campionati mondiali      | Barcellona, Spagna            |       |
| 40   | 1'55"94 |    | Michael Phelps      | Stati Uniti      | 9 agosto 2003     | Campionati estivi USA    | College Park, Stati Uniti     |       |
| 41   | 1'55"84 |    | Michael Phelps      | Stati Uniti      | 20 agosto 2006    | Campionati panpacifici   | Victoria, Canada              |       |
| 42   | 1'54"98 |    | Michael Phelps      | Stati Uniti      | 29 marzo 2007     | Campionati mondiali      | Melbourne, Australia          |       |
| 43   | 1'54"80 |    | Michael Phelps      | Stati Uniti      | 4 luglio 2008     | Trials olimpici USA      | Omaha, Stati Uniti            |       |
| 44   | 1'54"23 |    | Michael Phelps      | Stati Uniti      | 15 agosto 2008    | Giochi olimpici          | Pechino, Cina                 |       |
| 45   | 1'54"10 |    | Ryan Lochte         | Stati Uniti      | 30 luglio 2009    | Campionati mondiali      | Roma, Italia                  |       |
| 46   | 1'54"00 |    | Ryan Lochte         | Stati Uniti      | 28 luglio 2011    | Campionati mondiali      | Shanghai, Cina                | [ 1 ] |
| 47   | 1'52"69 | sf | Léon Marchand       | Francia          | 30 luglio 2025    | Campionati mondiali      | Singapore                     |       |

Legenda: Ref - Referto della gara;
Record non ottenuti in finale: (b) - batteria; (sf) - semifinale; (s) - staffetta prima frazione.

### Vasca corta
| #   | Tempo   | + | Atleta          | Nazionalità       | Data             | Evento              | Luogo                      | Ref   |
| --- | ------- | - | --------------- | ----------------- | ---------------- | ------------------- | -------------------------- | ----- |
| 1   | 1'57"19 |   | Jani Sievinen   | Finlandia         | 17 gennaio 1992  |                     | Kuopio, Finlandia          |       |
| 2   | 1'56"84 |   | Jani Sievinen   | Finlandia         | 22 gennaio 1993  |                     | Helsinki, Finlandia        |       |
| 3   | 1'56"62 |   | Jani Sievinen   | Finlandia         | 7 febbraio 1993  | Coppa del Mondo     | Parigi, Francia            |       |
| 4   | 1'55"59 |   | Jani Sievinen   | Finlandia         | 10 febbraio 1993 | Coppa del Mondo     | Malmö, Svezia              |       |
| 5   | 1'54"65 |   | Jani Sievinen   | Finlandia         | 21 aprile 1994   |                     | Kuopio, Finlandia          |       |
| 5 = | 1'54"65 |   | Attila Czene    | Ungheria          | 23 marzo 2000    |                     | Minneapolis, Stati Uniti   |       |
| 6   | 1'53"93 |   | George Bovell   | Trinidad e Tobago | 25 marzo 2004    |                     | East Meadow, Stati Uniti   |       |
| 7   | 1'53"46 |   | László Cseh     | Ungheria          | 8 dicembre 2005  | Coppa del Mondo     | Trieste, Italia            |       |
| 8   | 1'53"31 |   | Ryan Lochte     | Stati Uniti       | 7 aprile 2006    | Campionati mondiali | Shanghai, Cina             |       |
| 9   | 1'53"14 |   | Thiago Pereira  | Brasile           | 18 novembre 2007 | Coppa del Mondo     | Berlino, Germania          |       |
| 10  | 1'52"99 |   | László Cseh     | Ungheria          | 13 dicembre 2007 | Campionati europei  | Debrecen, Ungheria         |       |
| 11  | 1'51"56 |   | Ryan Lochte     | Stati Uniti       | 11 aprile 2008   | Campionati mondiali | Manchester, Regno Unito    |       |
| 12  | 1'51"55 |   | Darian Townsend | Sudafrica         | 15 novembre 2009 | Coppa del Mondo     | Berlino, Germania          | [ 2 ] |
| 13  | 1'50"08 |   | Ryan Lochte     | Stati Uniti       | 17 dicembre 2010 | Campionati mondiali | Dubai, Emirati Arabi Uniti |       |
| 14  | 1'49"63 |   | Ryan Lochte     | Stati Uniti       | 14 dicembre 2012 | Campionati mondiali | Istanbul, Turchia          | [ 3 ] |
| 15  | 1'48"88 |   | Léon Marchand   | Francia           | 1º novembre 2024 | Coppa del Mondo     | Singapore                  | [ 4 ] |

Legenda: Ref - Referto della gara;
Record non ottenuti in finale: (b) - batteria; (sf) - semifinale; (s) - staffetta prima frazione.

## Donne

### Vasca lunga
| #  | Tempo   | + | Atleta          | Nazionalità  | Data             | Evento                  | Luogo                         | Ref   |
| -- | ------- | - | --------------- | ------------ | ---------------- | ----------------------- | ----------------------------- | ----- |
| 1  | 2'48"2  |   | Patty Kempner   | Stati Uniti  | 27 aprile 1957   |                         | Chicago, Stati Uniti          |       |
| 2  | 2'47"7  |   | Becky Collins   | Stati Uniti  | 20 luglio 1958   |                         | Akron, Stati Uniti            |       |
| 3  | 2'43"2  |   | Sylvia Ruuska   | Stati Uniti  | 16 agosto 1958   |                         | Fresno, Stati Uniti           |       |
| 4  | 2'40"3  |   | Sylvia Ruuska   | Stati Uniti  | 14 gennaio 1959  |                         | Hobart, Australia             |       |
| 5  | 2'40"1  |   | Donna de Varona | Stati Uniti  | 13 maggio 1961   |                         | Redding, Stati Uniti          |       |
| 6  | 2'37"1  |   | Donna de Varona | Stati Uniti  | 9 luglio 1961    |                         | Tenri, Giappone               |       |
| 7  | 2'35"0  |   | Donna de Varona | Stati Uniti  | 12 agosto 1961   |                         | Filadelfia, Stati Uniti       |       |
| 8  | 2'33"3  |   | Donna de Varona | Stati Uniti  | 18 agosto 1962   |                         | Chicago, Stati Uniti          |       |
| 9  | 2'31"8  |   | Donna de Varona | Stati Uniti  | 27 luglio 1963   |                         | Los Angeles, Stati Uniti      |       |
| 10 | 2'30"1  |   | Donna de Varona | Stati Uniti  | 11 luglio 1964   |                         | Los Angeles, Stati Uniti      |       |
| 11 | 2'29"9  |   | Donna de Varona | Stati Uniti  | 1º agosto 1964   |                         | Los Altos, Stati Uniti        |       |
| 12 | 2'29"0  |   | Lynn Vidali     | Stati Uniti  | 22 luglio 1966   |                         | Los Altos, Stati Uniti        |       |
| 13 | 2'27"8  |   | Claudia Kolb    | Stati Uniti  | 21 agosto 1966   |                         | Lincoln, Stati Uniti          |       |
| 14 | 2'27"5  |   | Claudia Kolb    | Stati Uniti  | 8 luglio 1967    |                         | Santa Clara, Stati Uniti      |       |
| 15 | 2'26"1  |   | Claudia Kolb    | Stati Uniti  | 30 luglio 1967   |                         | Winnipeg, Canada              |       |
| 16 | 2'25"0  |   | Claudia Kolb    | Stati Uniti  | 18 agosto 1967   |                         | Filadelfia, Stati Uniti       |       |
| 17 | 2'23"5  |   | Claudia Kolb    | Stati Uniti  | 25 agosto 1967   |                         | Los Angeles, Stati Uniti      |       |
| 18 | 2'23"07 |   | Shane Gould     | Australia    | 28 agosto 1972   | Giochi olimpici         | Monaco, Germania Ovest        |       |
| 19 | 2'23"01 |   | Kornelia Ender  | Germania Est | 13 aprile 1973   |                         | Berlino Est, Germania Est     |       |
| 20 | 2'20"51 |   | Andrea Hübner   | Germania Est | 4 settembre 1973 | Campionati mondiali     | Belgrado, Jugoslavia          |       |
| 21 | 2'18"97 |   | Ulrike Tauber   | Germania Est | 18 agosto 1974   | Campionati europei      | Vienna, Austria               |       |
| 22 | 2'18"83 |   | Ulrike Tauber   | Germania Est | 10 giugno 1975   |                         | Wittenberg, Germania Est      |       |
| 23 | 2'18"30 |   | Ulrike Tauber   | Germania Est | 12 marzo 1976    |                         | Tallinn, Unione Sovietica     |       |
| 24 | 2'17"14 |   | Kornelia Ender  | Germania Est | 5 giugno 1976    |                         | Berlino Est, Germania Est     |       |
| 25 | 2'16"96 |   | Ulrike Tauber   | Germania Est | 10 luglio 1977   |                         | Lipsia, Germania Est          |       |
| 26 | 2'15"95 |   | Ulrike Tauber   | Germania Est | 20 agosto 1977   | Campionati europei      | Jönköping, Svezia             |       |
| 27 | 2'15"85 |   | Ulrike Tauber   | Germania Est | 28 agosto 1977   |                         | Berlino Est, Germania Est     |       |
| 28 | 2'15"09 |   | Tracy Caulkins  | Stati Uniti  | 2 agosto 1978    |                         | The Woodlands, Stati Uniti    |       |
| 29 | 2'14"07 |   | Tracy Caulkins  | Stati Uniti  | 20 agosto 1978   | Campionati mondiali     | Berlino Ovest, Germania Ovest |       |
| 30 | 2'13"69 |   | Tracy Caulkins  | Stati Uniti  | 5 gennaio 1980   |                         | Austin, Stati Uniti           |       |
| 31 | 2'13"00 |   | Petra Schneider | Germania Est | 24 maggio 1980   |                         | Berlino Est, Germania Est     |       |
| 32 | 2'11"73 |   | Ute Geweniger   | Germania Est | 4 luglio 1981    |                         | Magdeburgo, Germania Est      |       |
| 33 | 2'11"65 |   | Lin Li          | Cina         | 30 luglio 1992   | Giochi olimpici         | Barcellona, Spagna            |       |
| 34 | 2'09"72 |   | Wu Yanyan       | Cina         | 17 ottobre 1997  | Giochi nazionali cinesi | Shanghai, Cina                |       |
| 35 | 2'08"92 |   | Stephanie Rice  | Australia    | 25 marzo 2008    | Campionati australiani  | Sydney, Australia             |       |
| 36 | 2'08"45 |   | Stephanie Rice  | Australia    | 13 agosto 2008   | Giochi olimpici         | Pechino, Cina                 |       |
| 37 | 2'07"03 |   | Ariana Kukors   | Stati Uniti  | 26 luglio 2009   | Campionati mondiali     | Roma, Italia                  |       |
| 38 | 2'06"15 |   | Ariana Kukors   | Stati Uniti  | 27 luglio 2009   | Campionati mondiali     | Roma, Italia                  |       |
| 39 | 2'06"12 |   | Katinka Hosszú  | Ungheria     | 3 agosto 2015    | Campionati mondiali     | Kazan', Russia                | [ 5 ] |
| 40 | 2'05"70 |   | Summer McIntosh | Canada       | 9 giugno 2025    | Trials canadesi         | Victoria, Canada              |       |

Legenda: Ref - Referto della gara;
Record non ottenuti in finale: (b) - batteria; (sf) - semifinale; (s) - staffetta prima frazione.

### Vasca corta
| #  | Tempo   | +  | Atleta           | Nazionalità | Data             | Evento              | Luogo                      | Ref   |
| -- | ------- | -- | ---------------- | ----------- | ---------------- | ------------------- | -------------------------- | ----- |
| 1  | 2'07"79 |    | Allison Wagner   | Stati Uniti | 5 dicembre 1993  | Campionati mondiali | Palma di Maiorca, Spagna   |       |
| 2  | 2'06"13 |    | Kirsty Coventry  | Zimbabwe    | 12 aprile 2008   | Campionati mondiali | Manchester, Regno Unito    | [ 6 ] |
| 3  | 2'06"01 |    | Evelyn Verrasztó | Ungheria    | 6 novembre 2009  | Coppa del Mondo     | Mosca, Russia              |       |
| 4  | 2'04"64 |    | Evelyn Verrasztó | Ungheria    | 10 dicembre 2009 | Campionati europei  | Istanbul, Turchia          |       |
| 5  | 2'04"60 |    | Julia Smit       | Stati Uniti | 19 dicembre 2009 | Duel in the Pool    | Manchester, Regno Unito    |       |
| 6  | 2'04"39 | sf | Katinka Hosszú   | Ungheria    | 7 agosto 2013    | Coppa del Mondo     | Eindhoven, Paesi Bassi     | [ 7 ] |
| 7  | 2'03"20 |    | Katinka Hosszú   | Ungheria    | 7 agosto 2013    | Coppa del Mondo     | Eindhoven, Paesi Bassi     | [ 8 ] |
| 8  | 2'02"61 |    | Katinka Hosszú   | Ungheria    | 27 agosto 2014   | Coppa del Mondo     | Doha, Qatar                |       |
| 9  | 2'02"13 |    | Katinka Hosszú   | Ungheria    | 31 agosto 2014   | Coppa del Mondo     | Dubai, Emirati Arabi Uniti |       |
| 10 | 2'01"86 |    | Katinka Hosszú   | Ungheria    | 6 dicembre 2014  | Campionati mondiali | Doha, Qatar                | [ 9 ] |
| 11 | 2'01"63 |    | Kate Douglass    | Stati Uniti | 10 dicembre 2024 | Campionati mondiali | Budapest, Ungheria         |       |

Legenda: Ref - Referto della gara;
Record non ottenuti in finale: (b) - batteria; (sf) - semifinale; (s) - staffetta prima frazione.